# Synagogue de Vérone
La synagogue de Vérone est un lieu de culte juif situé au cœur du centre historique de Vérone, non loin de la Piazza delle Erbe, dans la zone où se trouvait autrefois l'ancien ghetto de Vérone.

## Histoire
La présence d'une communauté juive à Vérone est assez ancienne et documentée depuis au moins 978, mais elle fut parfois supprimée jusqu'à ce qu'en 1408, la république de Venise autorise officiellement son installation dans la ville, lui accordant également la possibilité de prêts. De plus, en 1604, dans la zone comprise entre via Mazzini, piazza Erbe et via Pellicciai, le ghetto fut fondé et une synagogue construite, qui resta active jusqu'à la seconde moitié du XIXe siècle.
Au XIXe siècle, en effet, une synagogue plus grande a été conçue, destinée à pouvoir accueillir la communauté de l'époque, qui à Vérone comptait environ 1 400 personnes. Le projet a été commandé à l'architecte Giacomo Franco par le rabbin Pardo, mais le chantier, commencé en 1864, a été interrompu pour des raisons financières ;  l'achèvement n'a eu lieu qu'au début du siècle suivant : l'espace a été surélevé par la construction d'une voûte en berceau et la façade qui le caractérise encore aujourd'hui a été achevée en style néoclassique. L'inauguration du nouveau lieu de culte a finalement lieu le 20 septembre 1929 : c'est donc une synagogue symbolisant l'émancipation de la communauté juive, qui a pu créer son propre lieu de culte pouvant être clairement identifié de l'extérieur.

## Description

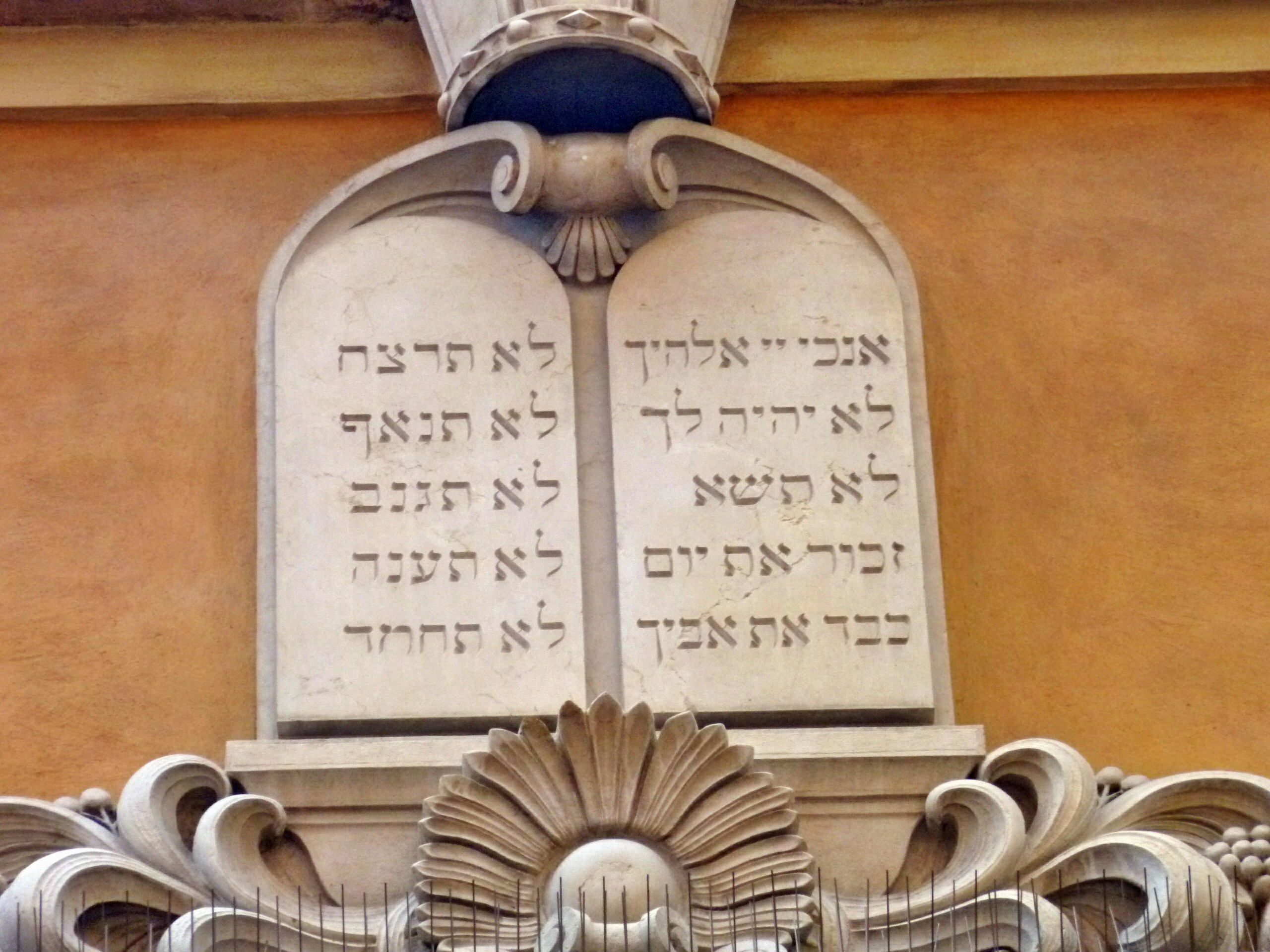
Les Tables de la Loi placées au-dessus du portail d'entrée

La synagogue a une façade monumentale, caractérisée par la couleur jaune ocre, avec le blanc des éléments architecturaux et décoratifs, dont le portail d'accès monumental, enserré entre deux pilastres portant six panneaux avec des bas-reliefs et surmonté d'une représentation sculpturale des Tables de la Loi. Sur le côté gauche de la façade, il y a une inscription commémorative de Rita Rosani, une partisane juive tuée en septembre 1944 dans les montagnes véronaises, qui a reçu la médaille d'or de la valeur militaire.
Le vaste intérieur conserve intact le mobilier et les décorations du XIXe siècle. Le long du mur du fond, situé du côté est et donc face à Jérusalem, se trouvent l'arche sainte en marbre rouge datant de 1645, et devant elle la tevà, séparée des stalles par une balustrade selon le schéma typique des synagogues du XIXe siècle. La galerie des femmes, quant à elle, lieu réservé aux femmes lors de la prière, est soutenue par des colonnes de marbre rouge et située le long du mur d'entrée de la salle.